# Bror Viggo Pedersen
Bror Viggo Pedersen, född 22 februari 1893 i Nyköping, död 18 april 1959 i Åby, Östergötland, var en svensk konservator, tecknare och skulptör.
Han var son till skräddarmästaren Anders Pedersen och Klara Matilda Svensson. Han började skulptera efter avlagd realexamen i Nyköping 1911. Han reste till Norge 1915 för att arbeta och studera hos en konservator men han var huvudsakligen autodidakt som konstnär. I Norge medverkade han som tecknare i en skämttidning. 1920 återvände han till Nyköping för att arbeta som konstnär på heltid och debuterade samma år med en separatutställning. 1925 flyttade han till Stockholm där han vid sidan av sitt konstnärskap renoverade tavlor för Nationalmuseum. Tillsammans med Tord Bæckström ställde han ut på Galerie Moderne i Stockholm 1943 och separat ställde han bland annat ut på Eskilstuna konstmuseum och i Nyköping 1947 samt i Söderköping 1950. Bland hans offentliga arbeten märks en relief föreställande Kristi gravläggning för Sankt Nicolai kyrka i Nyköping. Hans konst består av miniatyrmålningar, porträtt och stafflimålningar med ett nordiskt drag från Edvard Munch.